# Villa Gazzotti Grimani
Pour les articles homonymes, voir Grimani et Gazzotti.
La villa Gazzotti Grimani  est une villa d'Andrea Palladio sise à Bertesina, un hameau de la commune de Vicence, dans la province éponyme, région de Vénétie en Italie.
L’état de la villa atteste ses longues années d'abandon mais de récents travaux ont été entrepris afin de lui redonner un meilleur aspect.
Cette villa, ainsi que vingt-trois autres et le centre historique de la ville de Vicence sont inscrits sur la liste du patrimoine mondial de l'UNESCO.

## Historique
Andrea Palladio dessine la villa pour Taddeo Gazzotti entre 1542 et 1543. Gazzotti, s'il n'est pas aristocrate de naissance, est un homme cultivé, passionné de musique, parent avec Antenore Pagello, une grande figure de la noblesse vicentine, et enfin le partisan, avec Gian Giorgio Trissino, du renouveau architectural de la ville. Une spéculation ratée sur le droit du sel ruine Gazzotti et le contraint, en 1550, à vendre la villa, encore en construction, au patricien vénitien Girolamo Grimani, qui la termine en quelques années.

## Architecture

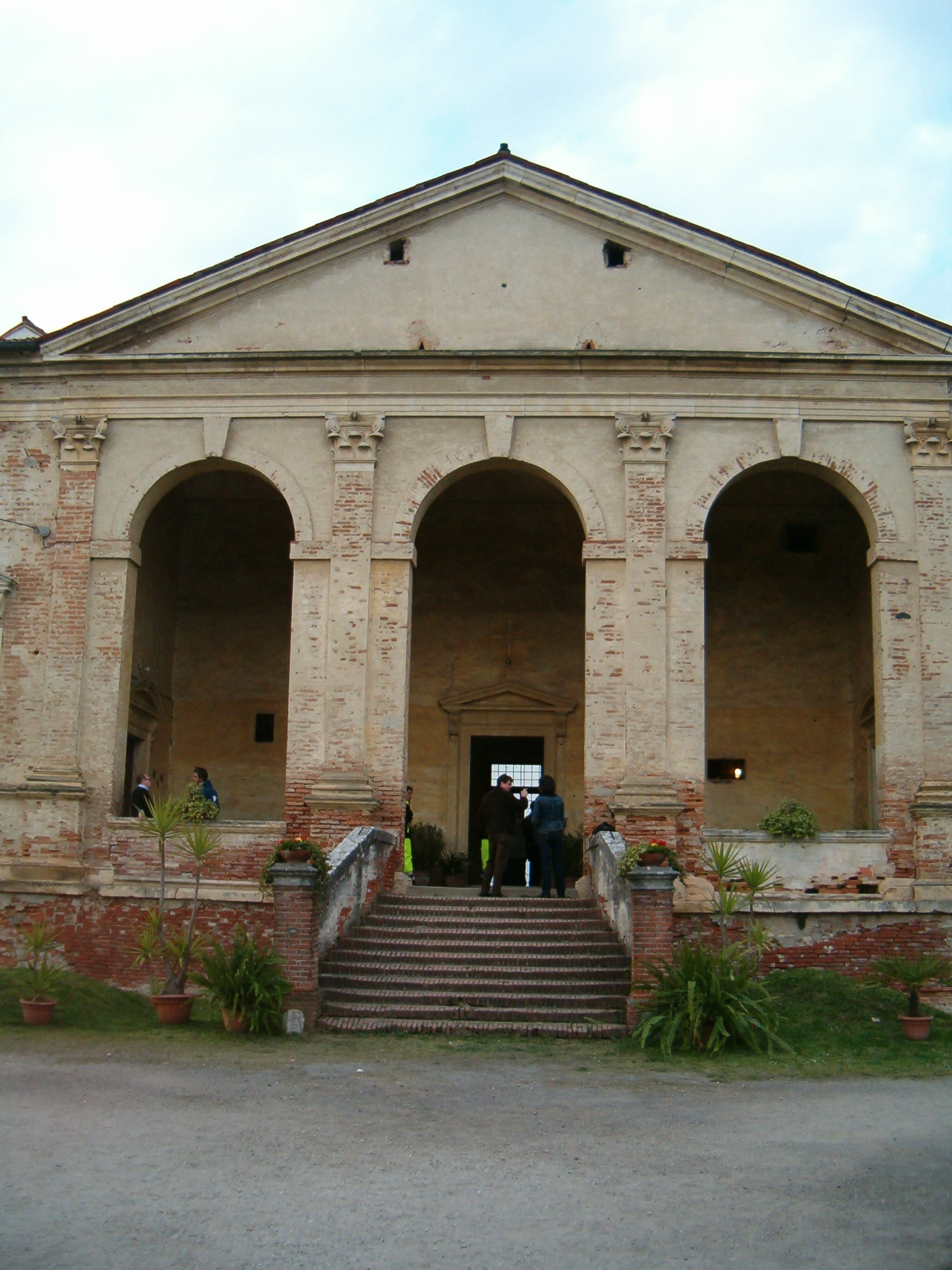
L'arcade triple de la façade.

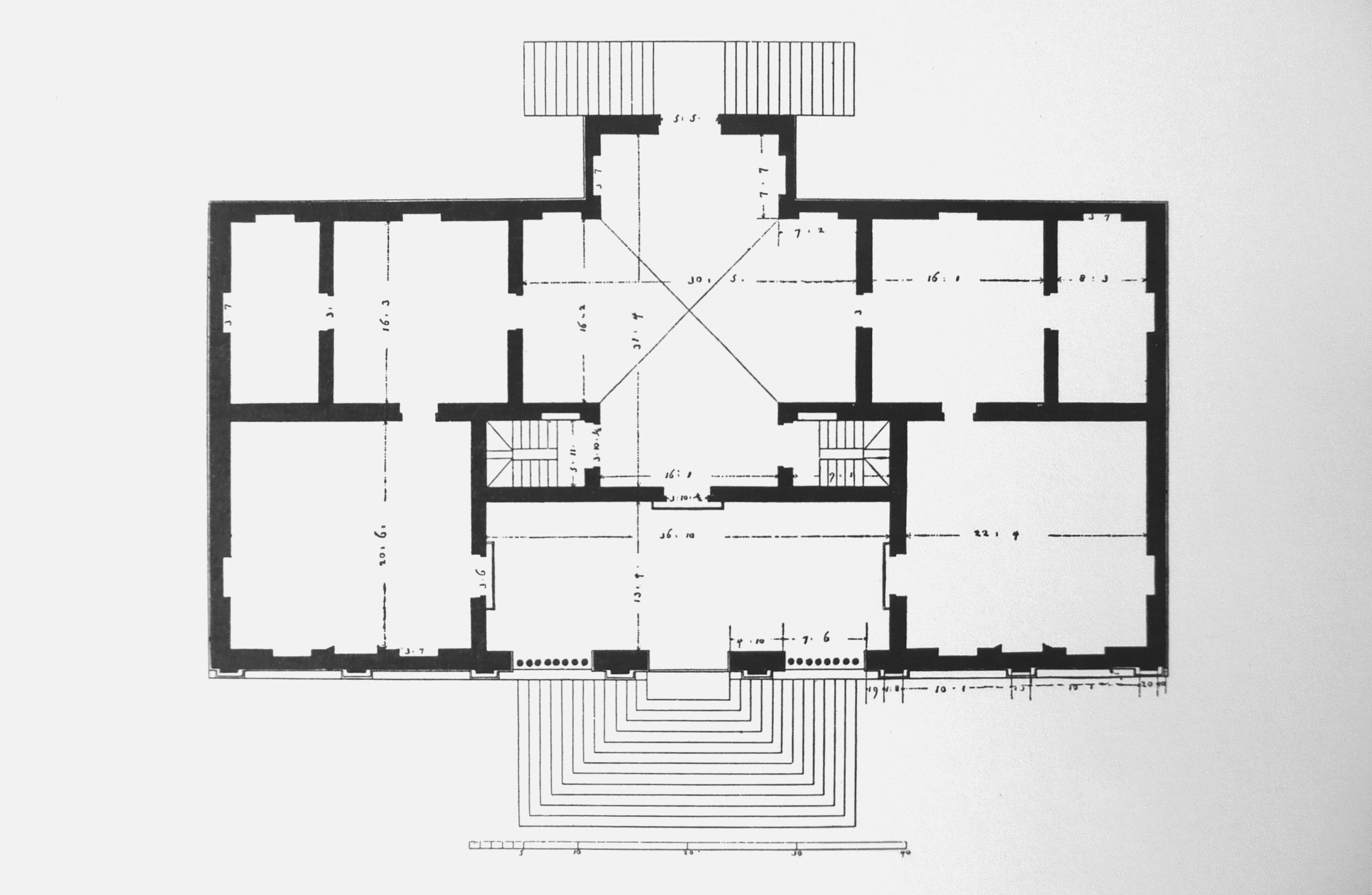
Plan dû à Ottavio Bertotti Scamozzi, 1778.

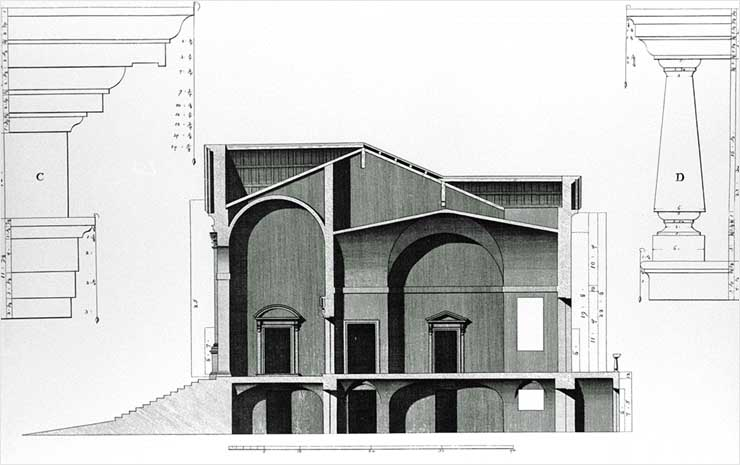
Coupe due à Ottavio Bertotti Scamozzi, 1778.

Pour les plans de la villa, Palladio doit avant tout tenir compte de la nécessité d'intégrer dans un ensemble contemporain et cohérent une maison préexistante avec des tours, citée dans les documents et encore bien visible à l'angle droit de l'édifice réalisé. Palladio la redessine à l’autre extrémité du plan, en créant deux appartements symétriques de trois pièces chacun, reliés, par une loggia à la voûte en berceau, à la grande salle à voûte d'arêtes.
La structure de l'édifice, la première de Palladio présentant une forme de parallélépipède rectangle, avec ses huit pilastres d'ordre composite et légèrement saillants ornant toute la façade, est fortement influencée par le Palais du Te à Mantoue, dû à Giulio Romano et par le projet, de la même période, de la grande villa pour les frères Thiene à Quinto Vicentino. L'emphase de la salle à voûte d'arêtes et la présence d'appartements divisés en trois unités font partie d'un langage qui, peu à peu, va s'affiner.